# كالويان تسيفيتكوف
كالويان تسيفيتكوف هو لاعب كرة قدم بلغاري في مركز الوسط، ولد في 21 أكتوبر 1988 في بلغاريا. لعب مع بوتيف فراتسا.

## وصلات خارجية
- كالويان تسيفيتكوف على موقع قاعدة بيانات كرة القدم.إي يو (الإنجليزية)
- كالويان تسيفيتكوف على موقع Soccerway.com (الإنجليزية)